# Metallourg Mednogorsk
Le HK Metallourg Mednogorsk - en russe : ХК Металлург Медногорск - est un club de hockey sur glace de Mednogorsk dans l'oblast d'Orenbourg en Russie. Il évolue dans la Pervaïa Liga.

## Historique
Le club est fondé en 1956 .

## Palmarès
- Aucun titre.